# Rebecca Rambal
Rebecca Rambal (Cidade do México, 8 de maio de 1961) é uma atriz e dubladora mexicana.

## Filmografia

### Televisão
- "Te amaré en silencio" (2002)
- "Cicatrices del alma" (1986) - Lucila
- "Esperándote" (1985) - Margarita Moreno
- "Los años pasan" (1985) - Silvia Saldaña
- "Los años felices" (1984) - Silvia Saldaña
- "Guadalupe" (1984) - Elvira Fuentes
- "Principessa" (1984) - Marina
- "Mañana es primavera" (1983) - Adriana
- "Nosotras las mujeres" (1981) - Marcela
- "El hogar que yo robé" (1981)
- "Cynthia" (1968)
- "Deborah" (1967)

### Cinema
- Crimen en Los Ángeles (1988)

## Prêmios e indicações

### TVyNovelas
| Ano  | Categoria                | Telenovela | Resultado |
| ---- | ------------------------ | ---------- | --------- |
| 1985 | Melhor atriz antagonista | Guadalupe  | Venceu    |